# Unabhängige Beschwerdeinstanz für Radio und Fernsehen
Die Unabhängige Beschwerdeinstanz für Radio und Fernsehen UBI (französisch Autorité indépendante d’examen des plaintes en matière de radio-télévision AIEP, italienisch Autorità indipendente di ricorso in materia radiotelevisiva AIRR, rätoromanisch Autoritad da recurs independenta davart radio e televisiun AIRR; englisch Independent Complaints Authority for Radio and Television ICA) ist eine gerichtsähnliche Behörde der Schweizerischen Eidgenossenschaft. Administrativ ist sie dem Generalsekretariat des Departements für Umwelt, Verkehr, Energie und Kommunikation UVEK angegliedert und gehört zu den Regulierungsbehörden Infrastruktur.
Die UBI besteht seit 1984. Das Parlament wollte die Aufsicht über die Inhalte von Radio- und Fernsehprogrammen einer unabhängigen Behörde übertragen. Die UBI kann nur auf Beschwerde hin tätig werden und nicht von Amtes wegen. Schon davor bestand eine Aufsicht, die Beschwerdekommission für Radio und Fernsehen, über die Radio- und Fernsehprogramme der SRG, welche damals die einzige Schweizer Rundfunkveranstalterin war.
In der Bundesverfassung (Art. 93 Abs. 5), im Bundesgesetz über Radio und Fernsehen (Art. 4–6 und 82–99), in der Radio- und Fernsehverordnung (Art. 75–77) sowie im Geschäftsreglement finden sich die Grundlagen für die Tätigkeit der UBI.

## Aufgaben
Die UBI behandelt Beschwerden gegen redaktionelle Sendungen von nationalen, regionalen und lokalen Radio- und Fernsehprogrammen sowie Online-Publikationen der Schweizerischen Radio- und Fernsehgesellschaft SRG. Sie hat festzustellen, ob die beanstandeten Publikationen einschlägiges nationales und internationales Recht wie u. a. das Sachgerechtigkeitsgebot, die Beachtung der Grundrechte oder den Jugendschutz verletzen.
Die UBI hat ebenfalls die Ombudsstellen der privaten Rundfunkveranstalter zu bestimmen und zu beaufsichtigen sowie dem Bundesrat jährlich einen Tätigkeitsbericht zu erstatten.

## Verfahren
Bevor Beschwerde bei der UBI erhoben werden kann, ist eine Beanstandung bei der Ombudsstelle einzureichen. Die acht Ombudsstellen für Radio- und Fernsehveranstalter prüfen die Angelegenheit und vermitteln zwischen den Beteiligten. In einem Bericht informieren sie über die Ergebnisse ihrer Abklärungen. Nach Abschluss des Verfahrens vor der Ombudsstelle kann Beschwerde bei der UBI erhoben werden. Beschwerdebefugt sind Personen, welche in der Publikation erwähnt werden oder auf welche in anderer Weise Bezug genommen wird. Wer keine solche Nähe zur beanstandeten Publikation aufweist, muss die Unterstützung von mindestens 20 Personen beibringen (Popularbeschwerde). Nach Abschluss des Instruktionsverfahrens entscheidet die UBI im Rahmen einer grundsätzlich öffentlichen Beratung über die Beschwerdesache. Der Entscheid der UBI kann mit Beschwerde in öffentlich-rechtlichen Angelegenheiten beim Bundesgericht angefochten werden.

## Massnahmen bei Rechtsverletzungen
Stellt die UBI eine Rechtsverletzung fest, führt sie regelmässig ein Massnahmenverfahren durch (Art. 89 RTVG). Der betroffene Veranstalter hat darüber zu informieren, welche Vorkehren er getroffen hat, um den Mangel zu beheben und entsprechende Verletzungen in Zukunft zu vermeiden. Erachtet die UBI die Massnahmen als nicht genügend, kann sie dem UVEK beantragen, Massnahmen zu ergreifen.

## Zusammensetzung
Die UBI besteht aus neun nebenamtlich tätigen Mitgliedern aus allen vier Sprachregionen der Schweiz und einem dreiköpfigen Sekretariat, welches die Arbeiten der Kommission fachlich und administrativ begleitet.
Der Bundesrat hat für die Amtsperiode von 2024 bis 2027 folgende Mitglieder gewählt:
- Mascha Santschi Kallay, Präsidentin
- Catherine Müller, Vizepräsidentin
- Yaniv Benhamou
- Phlipp Eng
- Delphine Gendre
- Edy Salmina
- Reto Schlatter
- Maja Sieber
- Armon Vital

## Bisherige Präsidentinnen und Präsidenten
- Oskar Reck
- Jörg Paul Müller
- Bernard Béguin
- Felix Auer
- Ursula Nordmann
- Denis Barrelet
- Roger Blum
- Vincent Augustin
- Mascha Santschi Kallay